# Čínský Nový rok

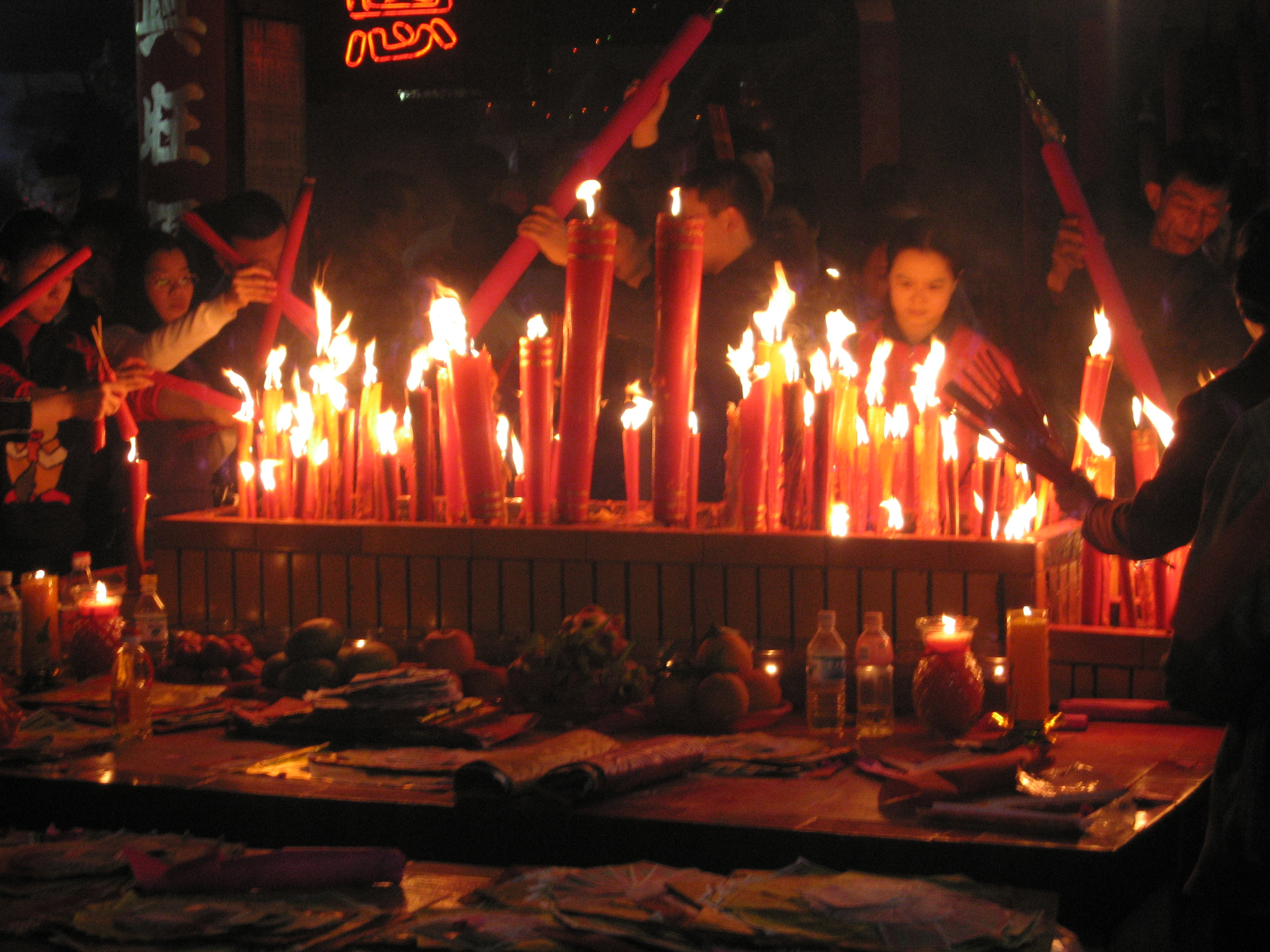
Oslavy čínského nového roku ve městě Mej-čou v provincii Kuang-tung

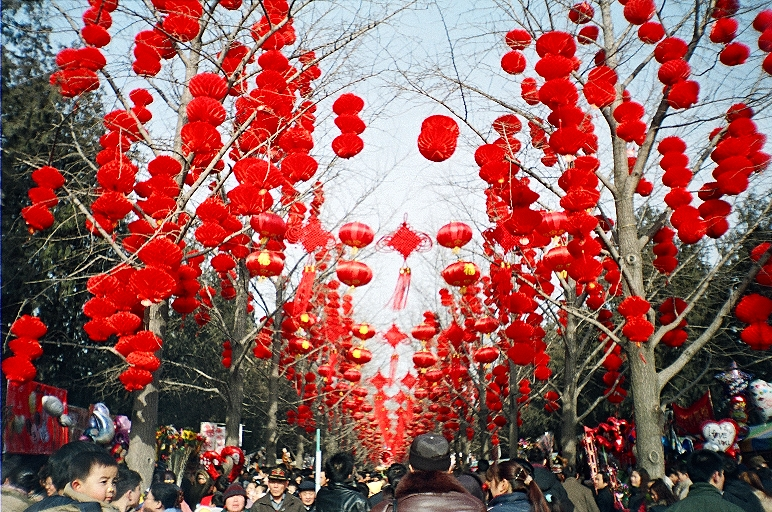
Oslavy čínského nového roku v Pekingu

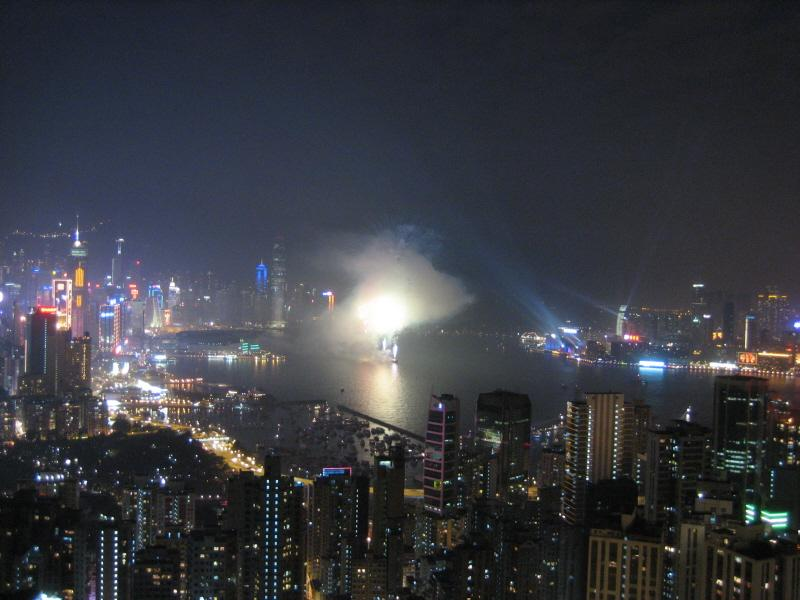
Oslavy čínského nového roku v Hongkongu

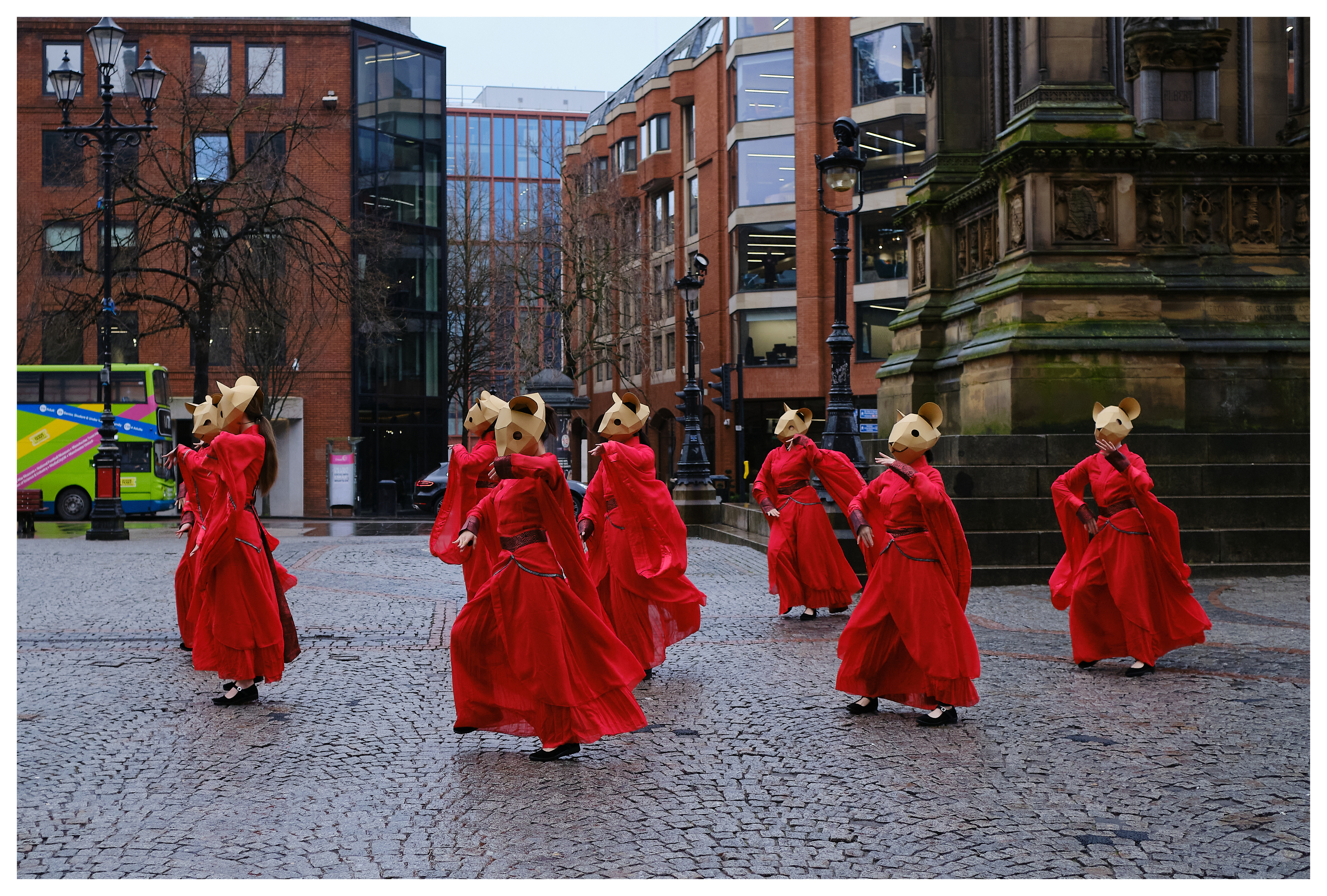
Čínský Nový rok v Manchesteru ve Velké Británii

Čínský Nový rok (čínsky v českém přepisu Nung-li Sin-nien, pchin-jinem Nónglì xīnnián, znaky zjednodušené 农历新年, tradiční 農曆新年, doslova „Rolnický Nový rok“) nebo Svátky jara (čínsky v českém přepisu Čchun-ťie, pchin-jinem Chūnjié, znaky zjednodušené 春节, tradiční 春節) je nejvýznamnější z tradičních čínských svátků. Často je označovaný jako lunární Nový rok, zejména lidmi žijícími mimo Asii[zdroj?], neboť se jeho datum určuje podle fáze měsíce, byť tradiční Čínský kalendář není jediným takovýmto případem.
Je hlavním svátkem pro Číňany a důležitým svátkem v jihovýchodní Asii. Jeho oslavy tradičně začínají prvním dnem prvního lunárního měsíce (正月, čeng jüe) čínského kalendáře a končí 15. dnem, známým jako Svátek lampionů (元宵节, jüan-siao-ťie).
Datum čínského Nového roku je pohyblivé a kolísá mezi 21. lednem a 20. únorem. Je určeno astronomicky – Nový rok nastává s druhým novým měsícem po zimním slunovratu (třetím, obsahuje-li končící rok vložený třináctý měsíc).
| zvíře     | element    | první den roku |
| --------- | ---------- | -------------- |
| zajíc, 兔 | Yin voda   | 22. leden 2023 |
| drak, 龍  | Yang dřevo | 10. únor 2024  |
| had, 蛇   | Yin dřevo  | 29. leden 2025 |
| kůň, 馬   | Yang oheň  | 17. únor 2026  |
| koza, 羊  | Yin oheň   | 6. únor 2027   |
| opice, 猴 | Yang země  | 26. leden 2028 |

## Tradice
S čínským novým rokem je tradičně spojena červená barva, která je považována za barvu štěstí a radosti. Lidé si v tyto dny oblékají nejčastěji nově koupené červené oblečení. Novost má být spjata se snahou započít nové období. Děti a mladí lidé dostávají ozdobné červené obálky s penězi. Tyto obálky taky mohou obdržet zaměstnanci ve firmách jako formu příplatku. Součástí novoročních oslav v ulicích jsou také rozmanité průvody a představení, často v podobě dračího a lvího tance. Během oslav nového roku se také odpalují hlučné petardy které mají odehnat Niana a ohňostroje které jsou ale v současnosti  na mnoha místech v Číně omezeny.

## Novoroční dekorace
V Číně je mimo jiné také zvykem zdobit dům různými dekoracemi. Mezi takové ozdoby mohou patřit například Červené lampióny, červené kuplety které se umisťují po obou stranách dveří, nebo červené vystřihovánky které se lepí na okna. Dům se také často vyzdobuje květinami které mohou nést různou symboliku v závislosti na druhu květiny či mandarinkami, ty se vedle sebe umisťují nejčastěji v sudém počtu nejlépe s ponechanými listy, které představují život. Sudá čísla z výjimkou čísla 4 které se v Čínštině vyslovuje podobně jako smrt, jsou považovaná za šťastná. Za obzvláště šťastné je pak považované číslo 8.

## Tradiční jídlo
Tradiční novoroční pokrmy se liší v závislosti na regionu, ale na mnoha místech země se podává ryba, jarní závitky a koláč z lepkavé rýže.

## Veřejné volno
V tyto dny je v Číně vyhlášeno pro většinu profesí veřejné volno. Dochází proto k dočasném zastavení výroby v Číně. S čínským Novým rokem se pojí termín čchun-jün označující hromadné cestování lidí za jejich rodinami, které představuje extrémní zátěž pro dopravní infrastrukturu Čínské lidové republiky i okolních zemí s čínskými menšinami.